# Kroatische Küche

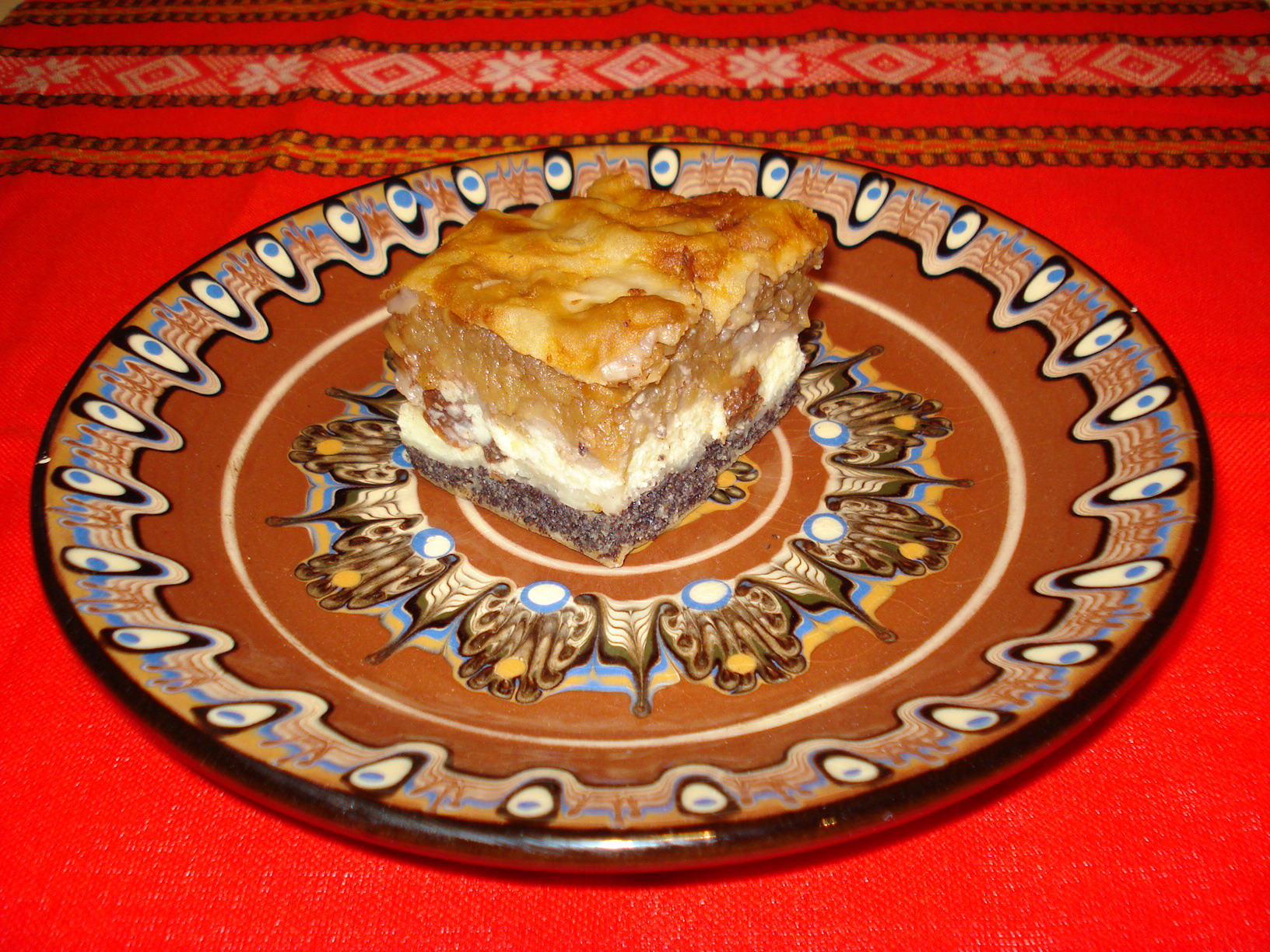
Međimurska gibanica

Die kroatische Küche ist die Landesküche Kroatiens. Dazu gehören Fleischgerichte, Fischspezialitäten, herzhafte Suppen, Speck, Käse, Schinken sowie einheimischer Wein und Kräuterschnaps.
Die kulinarische Landschaft Kroatiens war stets Veränderungen unterworfen und wird aufgrund ihrer Vielfältigkeit und Heterogenität oft „Küche der Regionen“ genannt, inspiriert und beeinflusst von den einstigen osmanischen Besatzern (Binnenland und Osten) sowie Österreich-Ungarn (Norden und Nordwesten), während sich die Küche der Küstenregion durch die Einflüsse sowohl der griechischen, römischen und illyrischen als auch der modernen Küche des Mittelmeerraumes auszeichnet, insbesondere der französischen und italienischen.

Übersichtskarte der Regionen Kroatiens:
Dalmatien
Istrien und das Nördliche Kroatische Küstenland
Mittel- und Nordkroatien
Kroatisches Bergland
Slawonien, Baranja und Westsyrmien

## Regionalküchen

Lamm am Spieß

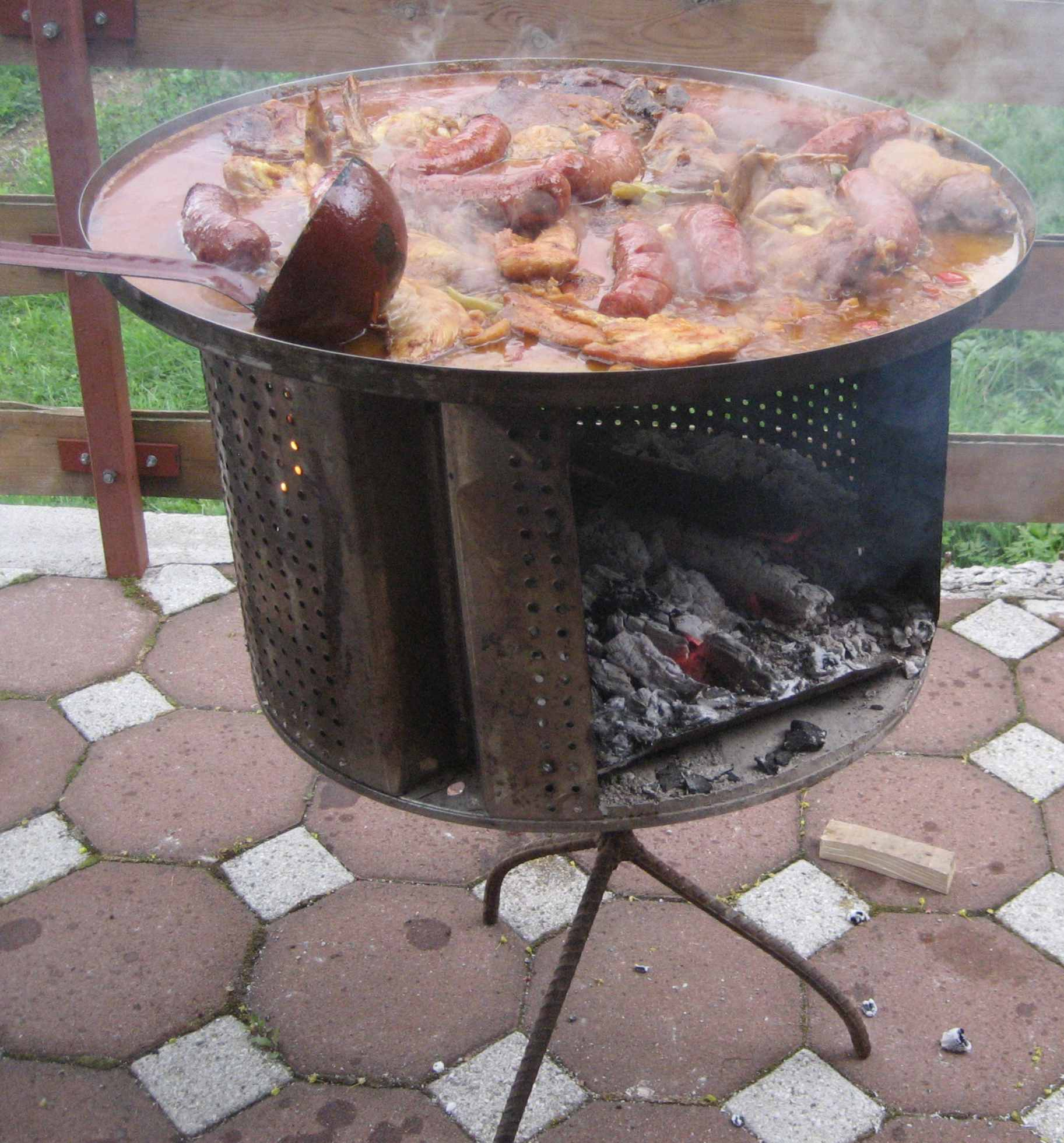
Kotlovina

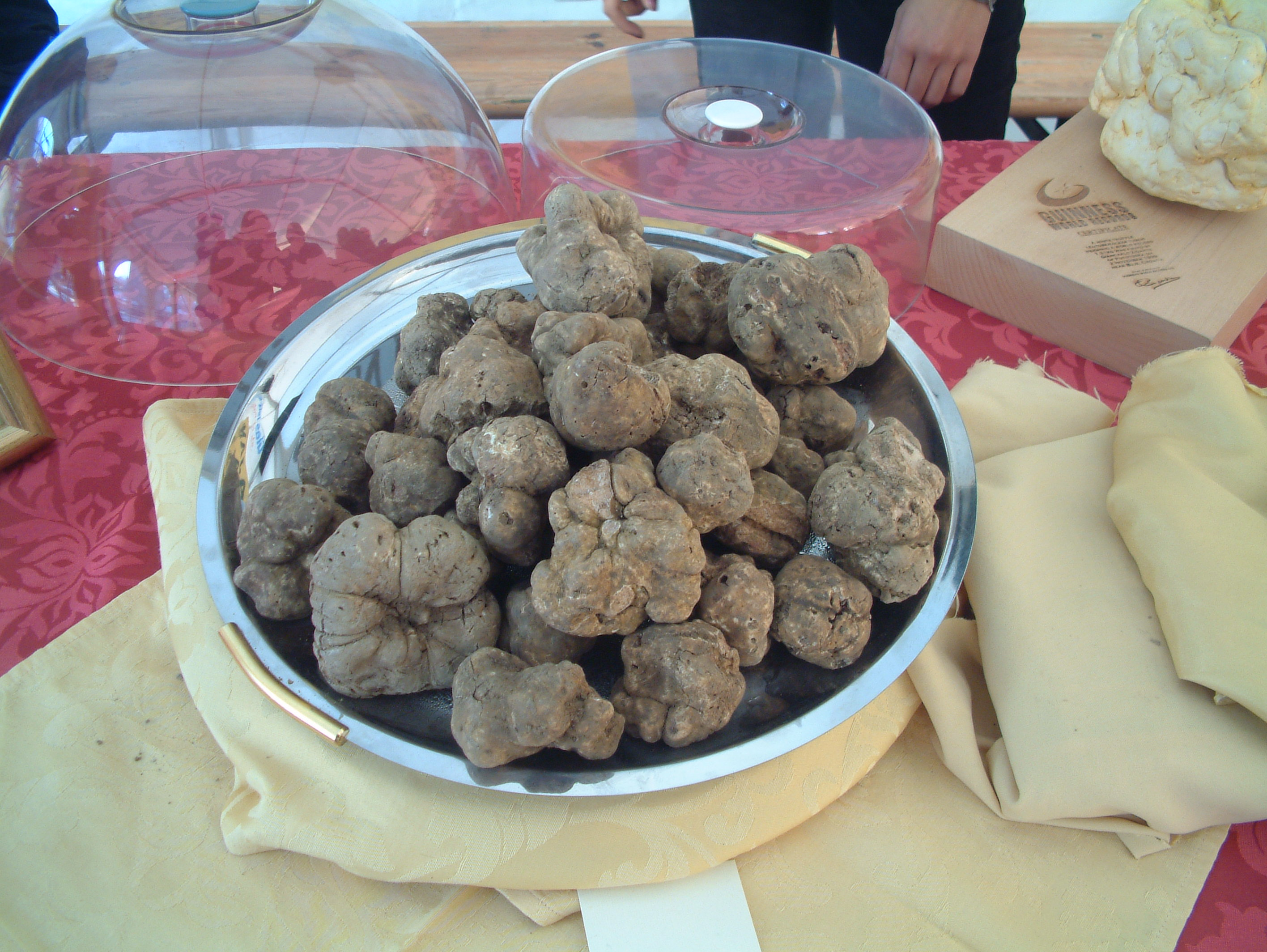
Weiße Trüffel aus Istrien

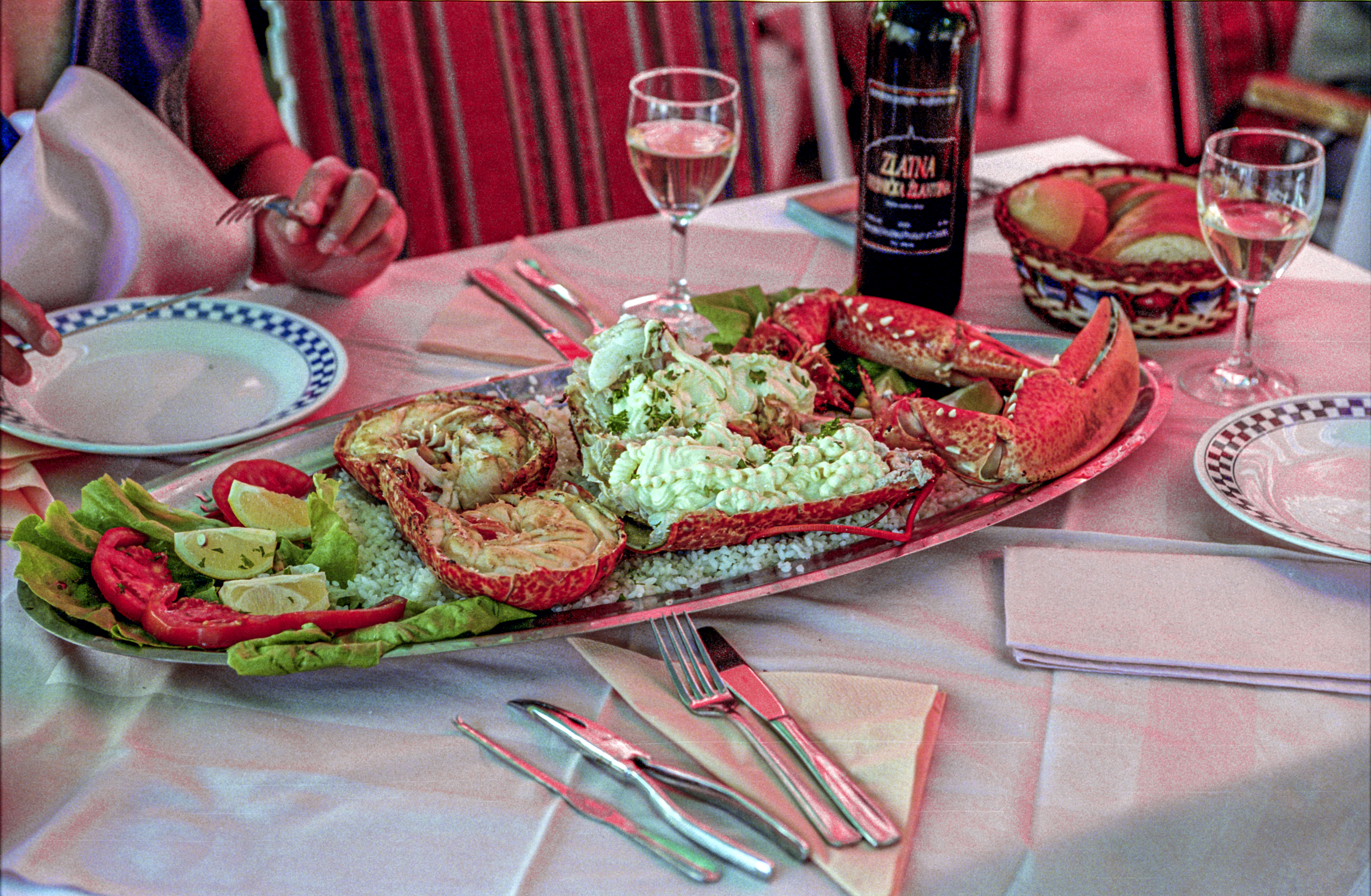
Hummer aus Dalmatien

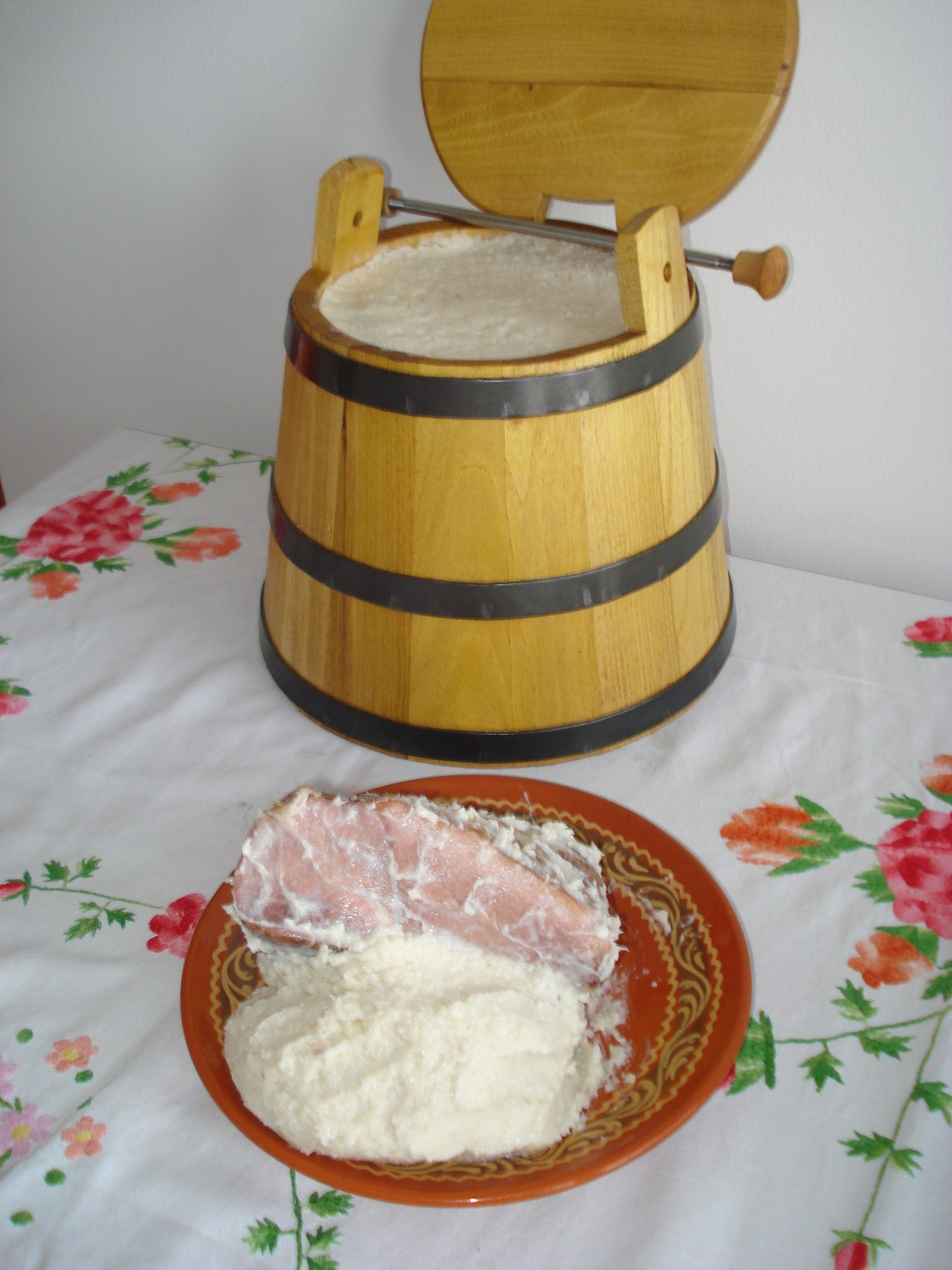
Fleisch vom Fässchen (Meso z tiblice) aus Međimurje (Nordkroatien)

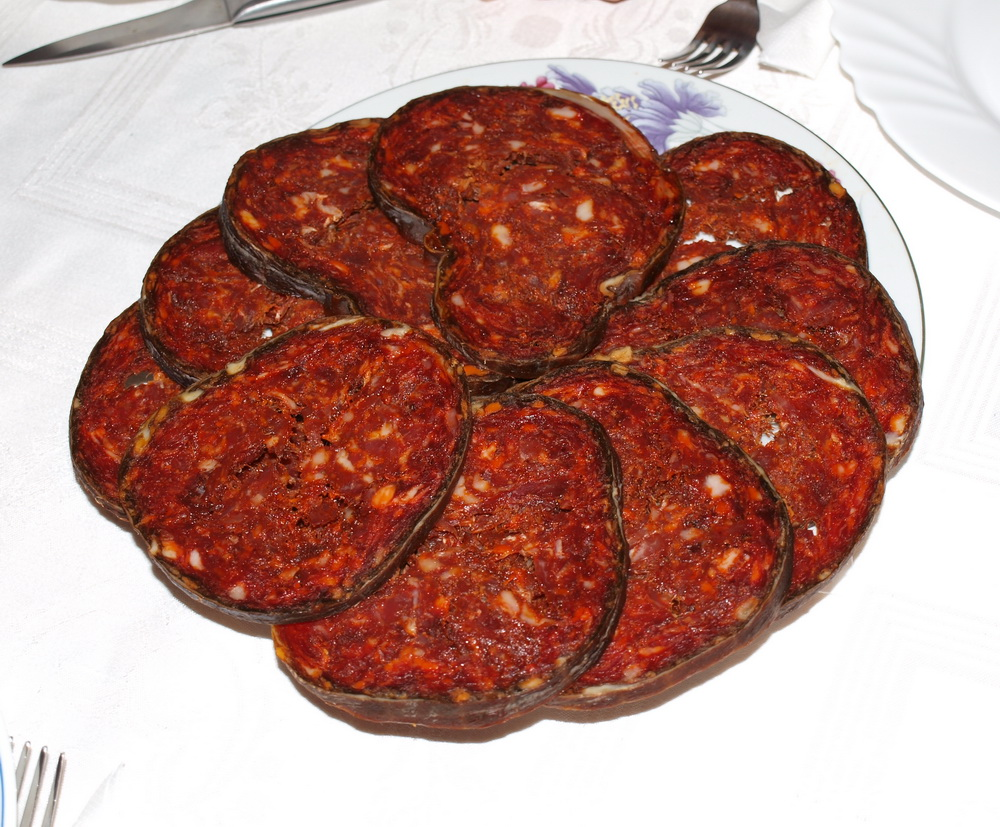
Kulen aus Slawonien

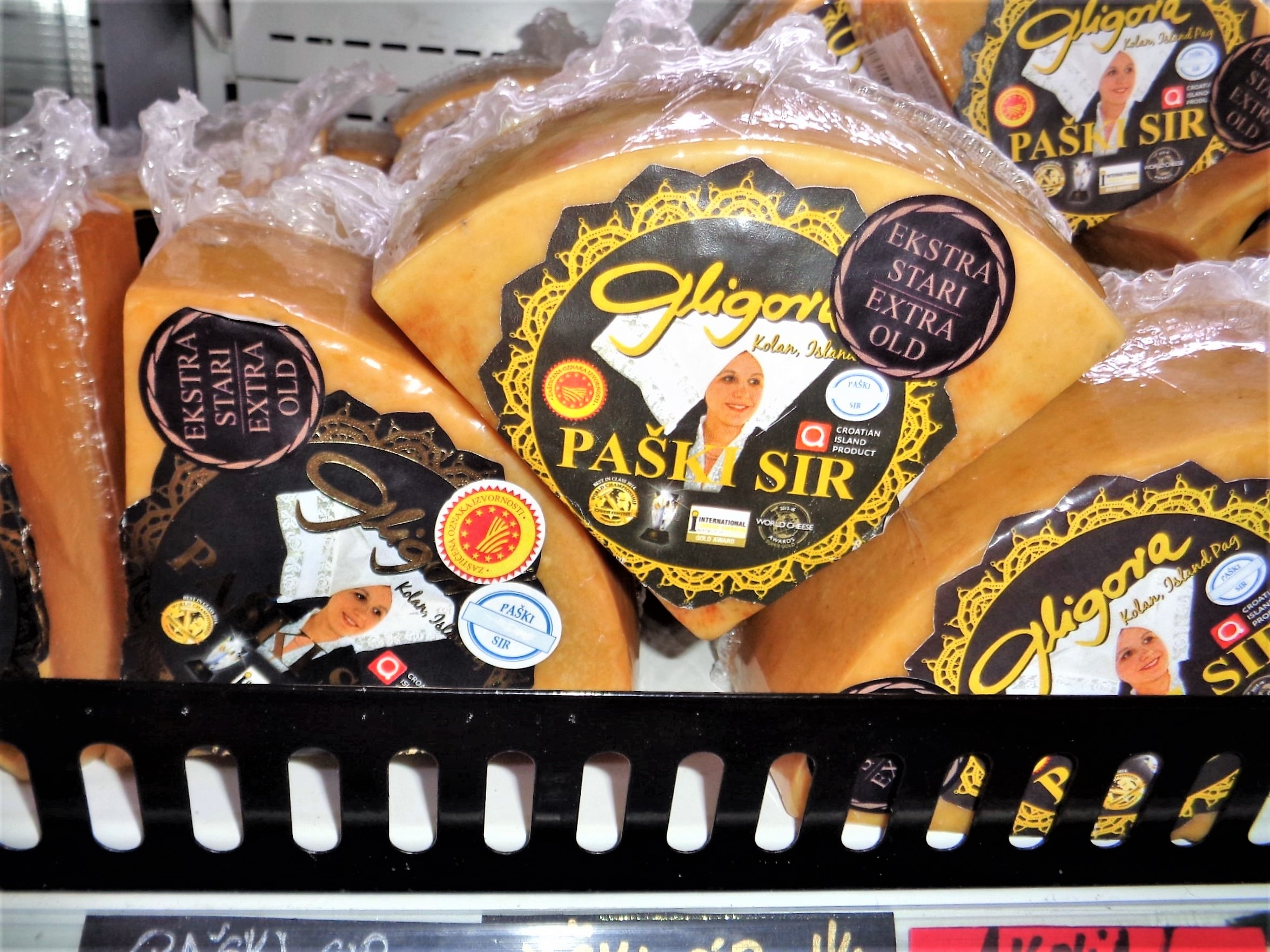
Pager Käse

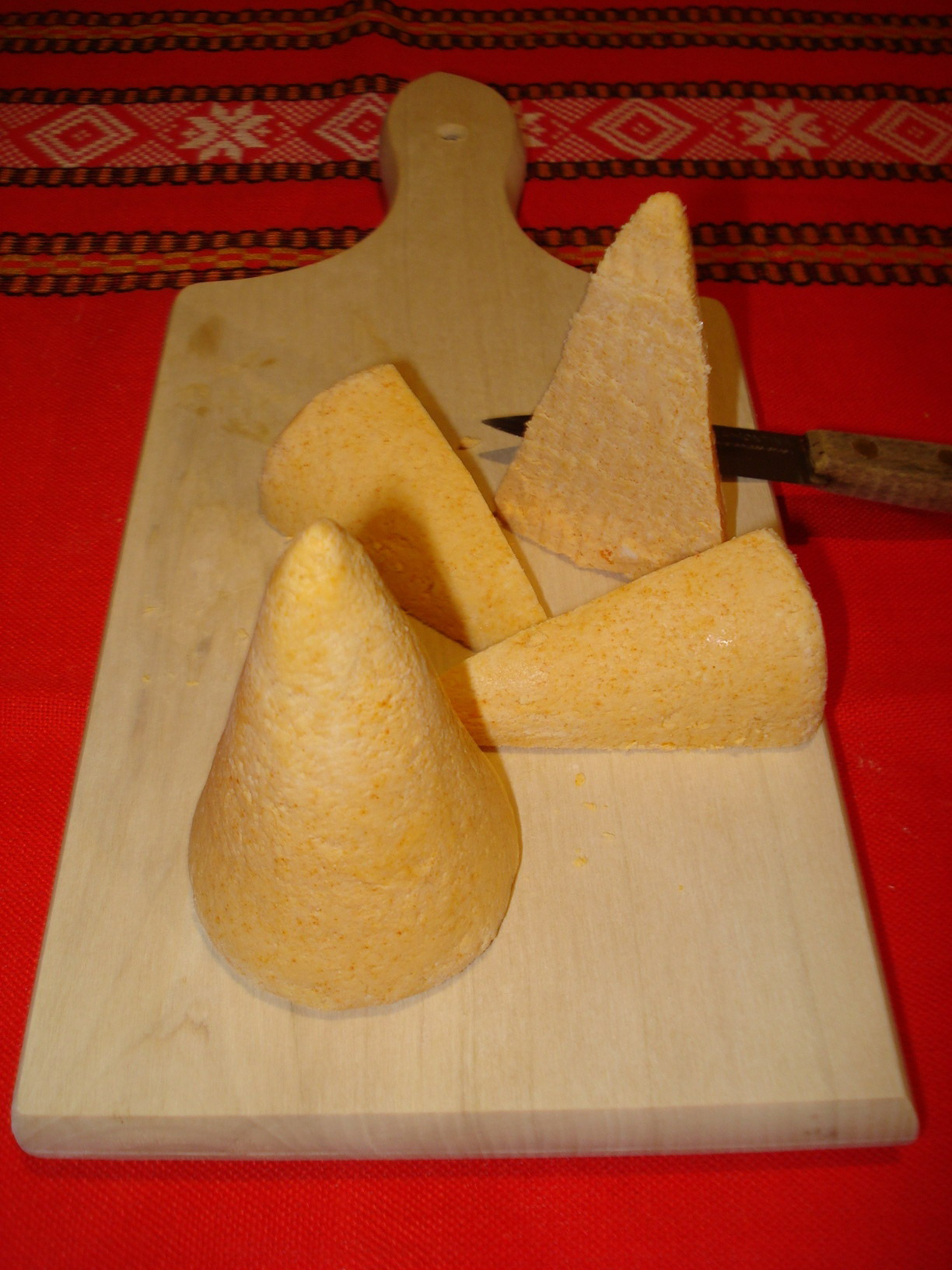
Turoš aus Međimurje

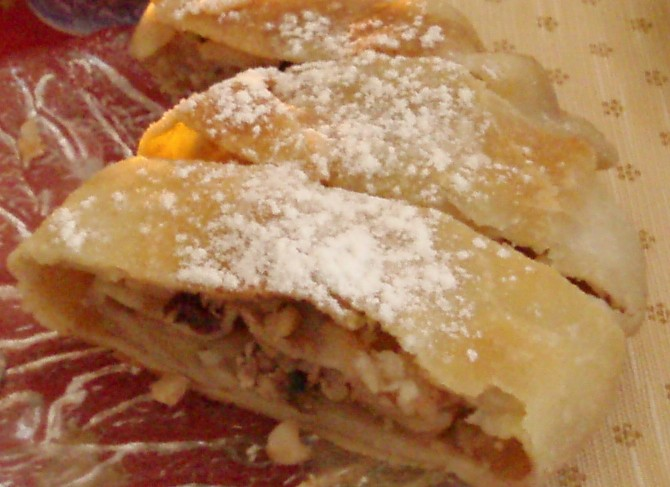
„Ausgezogener“ Apfelstrudel

Die kroatische Küche kann, grob zusammengefasst, auf einige Regionen aufgeteilt werden, in denen ganz spezifische Küchentraditionen nachzuweisen sind, die charakteristisch für die jeweilige Region sind und die zunächst nicht unbedingt im restlichen Kroatien bekannt waren. Mittlerweile jedoch sind die meisten Gerichte in ganz Kroatien anzutreffen. Daher auch die Bezeichnung „Küche der Regionen“ für die sehr vielfältige kroatische Küche. Jedes Gebiet hat etwas Eigenständiges. Von der Insel Pag stammt der Paški sir (bekannter Käse, Markenzeichen der Insel). Die Karst-Gebiete bringen den dalmatinischen Schinken (pršut) hervor. Im Gebiet Zagora (Hinterland Dalmatiens) dominieren einfache Gerichte, Brot, Schweinefleisch und Kartoffelgerichte. Die binnenländische Küche charakterisieren Eintöpfe meist aus Sauerkraut, Kraut, Fleisch, Speck. Waldgebiete sind für deftige Wildgerichte bekannt.
(von Nordosten nach Süden sortiert)
- Hrvatsko Zagorje und Međimurje: berühmte Süßspeisen und Knödel
- Slawonien: stark gewürzte Küche mit vielen ungarischen Einflüssen, zahlreiche Fleisch- und Wildgerichte, Eintöpfe und Gulaschspezialitäten
- Mittleres Kroatien oder Kroatisches Hügelland: hausgemachte Käsesorten, kräftigere Bratenspezialitäten, osmanische Einflüsse
- Istrien: Küche mit vielen verschiedenen Kräutern, Trüffelspezialitäten und italienischen Einflüssen
- Dalmatien: mediterrane Küche mit vielen italienischen Einflüssen

## Landestypische Gerichte

### Fleisch- und Wildspezialitäten
- Ćevapčići – Fleischröllchen aus gewürztem Hackfleisch
- Dalmatinski Pršut – Rohschinken
- Pečenica – Spanferkel
- Pljeskavica – Fleischlaibchen, Frikadellen
- Ražnjići – Spießchen
- Tafelspitz mit Sauerkraut (Rinderschwanz)
- Kotlovina Grillgericht aus Slawonien und der Zagorje mit Fleisch und Gemüse

### Meeresspezialitäten
- Dagnje – Miesmuscheln
- Hlap – Hummer
- Jastog – Languste
- Kamenice – Austern (berühmt: die aus dem Mali-Ston-Kanal bei Ston)
- Lignje (Pl.; italienisch calamari) – (gefüllter, gerösteter und/oder gebackener) Tintenfisch, Kalmar
- Rak norveški, škamp (ital. scampi (Pl.)) – (panierte) Scampi (Kaiserhummer)
- Salata od hobotnice – Oktopussalat
- Tuna – Thunfisch

### Eintöpfe
- Grah – Bohneneintopf
- Pašticada – in Wein eingelegtes Rindfleisch mit Njoki (Gnocchi) oder Nudeln zubereitet
- Riblji paprikaš – auch fiš-paprikaš (Fisch-Paprikasch) oder Čingi-lingi Paprikasch genannt (Ungarisch: halászlé)
- Slavonski Čobanac – Gulasch mit Lamm-, Schwein- und Kalbfleisch (scharf)

### Beilagen
- Đuveč – Gemüse, wie Ratatouille
- Blitva dalmatinski – Mangoldgemüse mit Kartoffeln und Knoblauch
- Sataraš – zerkleinertes und gebratenes Gemüse
- Mlinci – gebratene Teigware

### Sonstiges
- Ajvar – Paste aus Paprika, Auberginen und Knoblauch
- Arambašići – Sauerkrautröllchen
- Sarma – Krautroulade
- Maraska-Kirschen – Weichsel-/Sauerkirschen zur Gewinnung von Saft und Likör
- Wildtrüffel mit Pasta

### Wurst- und Schinkenarten
- Češnjovke – würzige selbstgemachte Knoblauchwurst aus der Region Turopolje
- Kobasica (ungarisch kolbász) – Klobasse, Kolbas
- Kulen – pikante, geräucherte Wurst aus Slawonien
- Mortadella mit Oliven
- Pršut – doppelt-geräucherter Schinken aus Istrien und Dalmatien
- Salami aus Samobor

### Käse
- Pager Käse – Schafs- oder Ziegenkäse von der Insel Pag
- Hausgemachter Bauernkäse (Škripavac) und Topfen (Quark) aus dem Gebiet von Kordun und Lika
- Turoš – Käseart aus Međimurje (Nordkroatien)

### Backwaren
- Burek
- Pita
- Pogača (ung. pogácsa) – auch Pogatsche oder Bauernbrot genannt
- Soparnik – gedeckter Mangoldkuchen aus der dalmatinischen Poljica

### Kuchen und Süßspeisen
- Čupavci
- Fritule
- Krofne, Krafne – Krapfen
- Kuglof – Gugelhupf, Napfkuchen
- Međimurska gibanica, aus Međimurje (Nordkroatien)
- Palačinke (ungarisch palacsinta) – Palatschinken, Pfannkuchen, Omelett
- Savijača oder Štrudl – Strudel mit Apfel-, Topfen- (Quark-) oder sonstiger Füllung

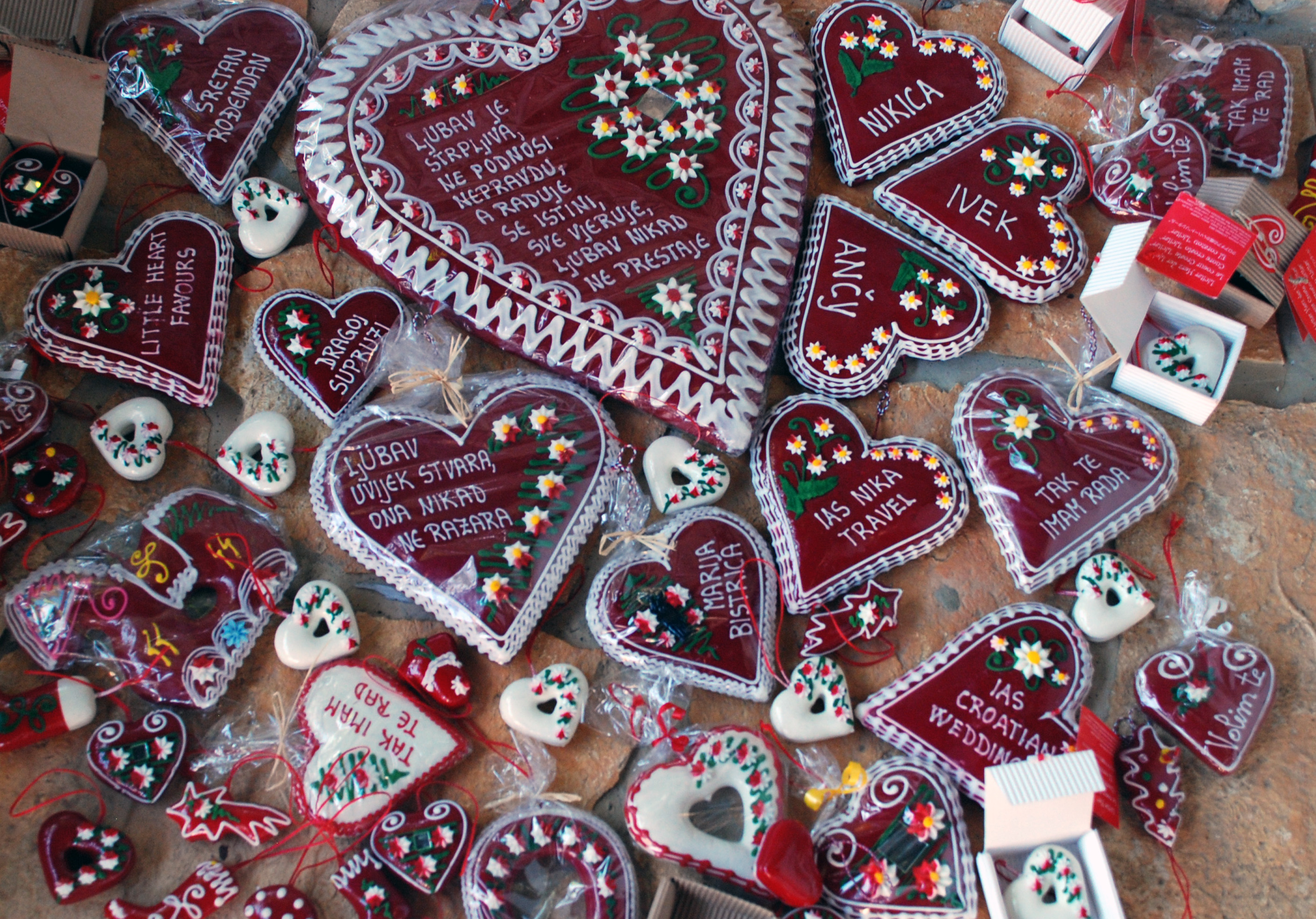
Kroatische Lebkuchen

### Lebkuchen
Verzierte Lebkuchen sind ein traditionelles Markenzeichen Nordkroatiens und der Hauptstadt Zagreb. Sie werden häufig in Herzform hergestellt und, vielfältig dekoriert, auf Märkten und bei Festen angeboten. Dieses Backhandwerk ist seit 2010 Teil des immateriellen Kulturerbes der Menschheit.

## Getränke

### Kaffee
Kroatien ist ein Land der Kaffeetrinker. Dies ist u. a. darauf zurückzuführen, dass es in der österreichisch-ungarischen Monarchie eine sehr wichtige Grenzposition zum osmanischen Reich einnahm. Überall in Kroatien stößt man auf traditionelle Kaffeehäuser nach Wiener Vorbild. Der bekannteste kroatische Kaffeeproduzent ist Franck. Eine in Kroatien weit verbreitete Methode, Kaffee zu kochen, ähnelt der türkischen Zubereitung: Der Kaffee wird in einem Kupferkännchen unter Zugabe von Zucker aufgekocht und in kleinen Tassen serviert.

### Weine (vino, Pl.vina)
Kroatien verfügt über eine lange Weinbautradition und produziert heute Weine in den unterschiedlichsten Qualitätsstufen, wobei diese international noch wenig bekannt sind. Die kroatische Regierung plante bis zum EU-Beitritt die Weinanbauflächen deutlich zu vergrößern.

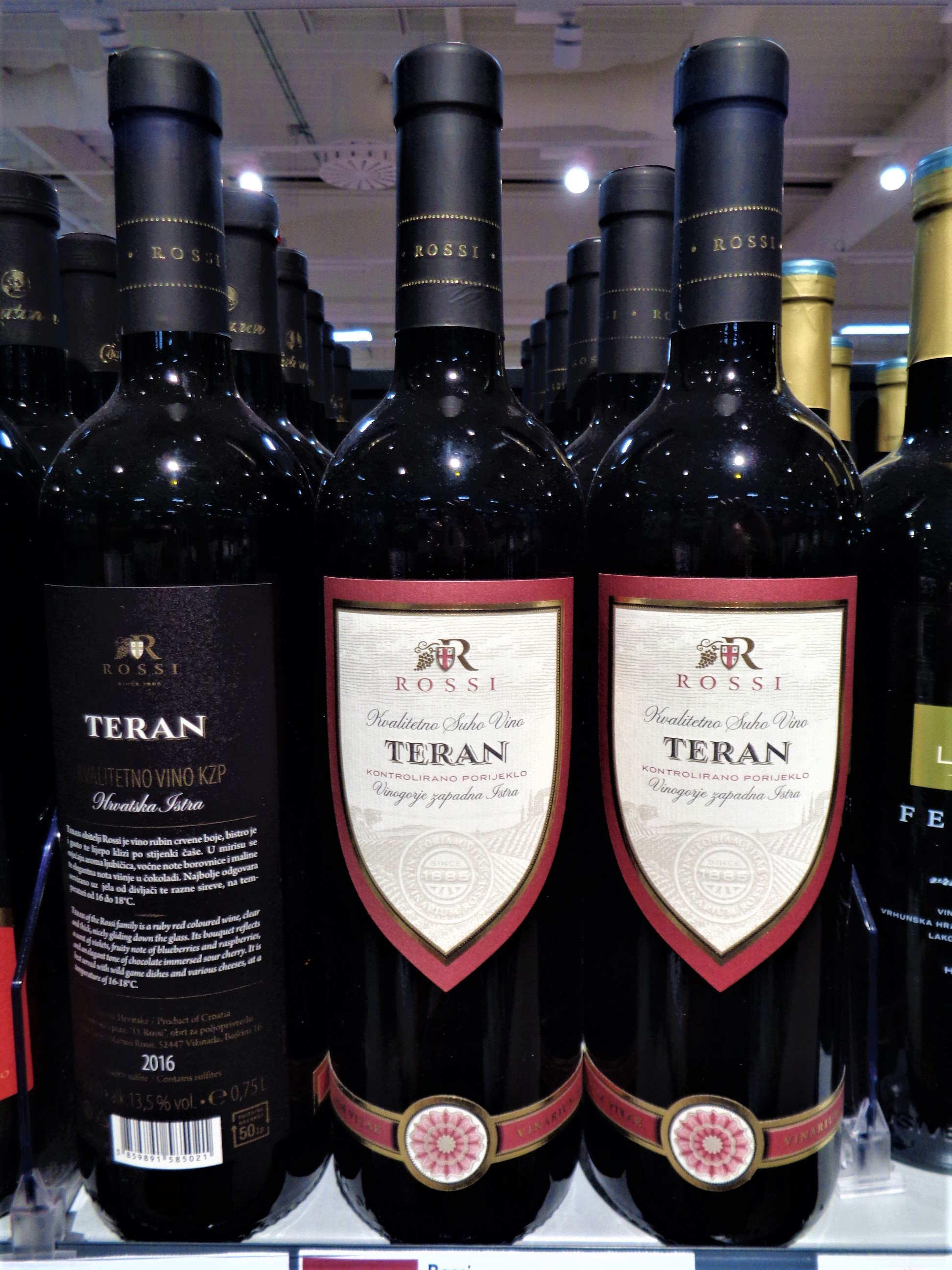
Teran, Wein aus Istrien

#### Rotweine
- Mali Plavac als Postup oder Dingač in Dalmatien
- Teran (Istrien)

#### Weißweine
- Pošip
- Vranac
- Grk
- Žlahtina
- Malvasia Istriana

#### Dessertweine
- Prošek

### Biersorten
In Kroatien gibt es nebst einer Vielzahl an importierten internationalen Marken auch eine Reihe von heimischen Bieren.
- Karlovačko: gebraut in Karlovac
- Ožujsko: Mit rund 40 % Marktanteil das meistverkaufte Bier in Kroatien,[2] hergestellt von der Zagrebačka pivovara. Im Jahre 2003 wurden 1.600.000 hl produziert.[3]
- Osječko pivo von der ältesten Brauerei Kroatiens aus Osijek, damals Esseg aus dem Jahre 1694.[4]

### Liköre und Schnäpse
- Maraschino (Kirschlikör)
- Medovina (mit Honig)
- Gvirc (wie Medovina, nur alkoholreicher)
- Julischka (Slivovic und Kruškovac)

### Mineralwasser
- Jamnica – Gewinner der AquaExpo Paris (sogenannter Eauscar) für bestes Mineralwasser 2003
- Jana – gehört ebenfalls zu Jamnica, bestes Mineralwasser (Eauscar 2004)